# Rode kruis-triptiek
Het Rode kruis-triptiek (Russisch: Триптих Красный крест) is een van de 57 nog bestaande Fabergé-eieren, met als kenmerk dat het met diamant gevuld is. In 1977 werd de diamant uit het ei gestolen. Hoewel deze diamant terug in het ei is gestopt, werd er over deze diefstal veel ophef gemaakt.